# Taula de l'Adoració dels Reis Mags al Nen Jesús
La taula de l'Adoració dels Reis Mags és un dels dotze compartiments centrals del conjunt retaulístic de Sant Salvador que es conserven en l'actualitat. Elaborada sobre fusta de pi, està pintada amb la tècnica anomenada mixta, és a dir, tremp d'ou i barreja d'olis. L'escena es conserva completa (142 × 87 cm), tot i que en algunes zones es detecten erosions i despreniments de la capa superficial del color.

## Descripció
En l'escena apareixen en posició central la Verge i el Nen Jesús, representats en unes dimensions lleugerament superiors a la resta de personatges. Envoltant-los, apareixen els Reis Mags d'Orient, Sant Josep i la comitiva reial. Tot plegat s'ubica en un edifici en ruïnes.

## Autoria
L'autor de les obres ha estat conegut tradicionalment com el Mestre de Balaguer. Fou identificat com el pintor lleidatà Blai Guiu per part de l'acadèmic Jacobo Vidal a partir dels treballs de l'estudiós nord-americà Chandler Rathfon Post i dels posteriors estudis de l'especialista en l'obra del mestre balaguerí Joaquim Garriga i Riera.